# Jaderná lamina

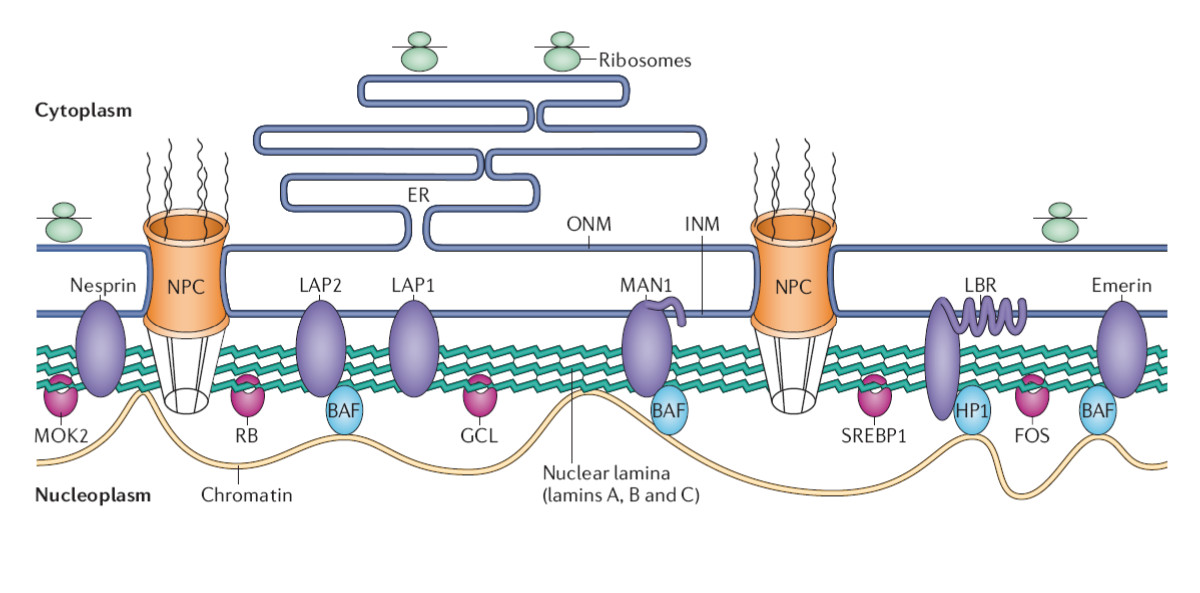
Struktura jaderné membrány, na vnitřní straně je patrná jaderná lamina (nakreslena světle modře)

Jaderná lamina je síťovitá vrstva proteinů přiléhající na vnitřní stěnu vnitřní jaderné membrány. Je tvořena specifickým typem cytoskeletu, takzvanými intermediárními filamenty. Ty se v tomto případě v procesu polymerace z tzv. jaderných laminů spojují do dvourozměrné struktury. Jaderná lamina je k vnitřní membráně jádra připojena díky vazbě na jaderné póry a další integrální membránové proteiny, mimo to se však s laminou váže i chromatin.
Jaderná lamina je patrná jen v některých fázích buněčného cyklu. Na začátku mitózy se musí lamina rozrušit, což způsobí fosforylace laminů pomocí cyklin-dependentních kináz. V pozdní anafázi se opět na povrchu chromozomů jaderná lamina sestavuje.